# Podu Lacului
Podu Lacului – wieś w Rumunii, w okręgu Vrancea, w gminie Poiana Cristei. W 2011 roku liczyła 525
mieszkańców